# Desnudo con violín
Desnudo con violín (Nude with Violin) es una obra del dramaturgo británico Noël Coward entrenada en 1956.

## Argumento
Ambientada en París, el aclamado, admirado y millonario pintor Paul Sorodin acaba de fallecer; parientes y allegados se acercan a su casa y, ante la sorpresa general, el Mayordomo anuncia que el fallecido le dejó una carta en la que confesaba que toda su trayectoria artística no había sido más que una broma, ya que él jamás pintó un cuadro desde los ocho años. Y que los celébres lienzos que supuestamente componen sus tres etapas artísticas realmente fueron obra de otros tantos aficionados, limitándose él a añadir su firma. Tampoco el inconcluso Desnudo con violín nació de su inspiración.

## Representaciones destacadas
La obra se estrenó en el Olympia Theatre, de Dublín el 24 de septiembre de 1956 y tras gira por el Reino Unido, se representó en el Globe Theatre del West End londinense desde el 8 de noviembre del mismo año y hasta el 1 de febrero de 1958. Estuvo interpretada por John Gielgud (sucesivamente sustituido por Michael Wilding y Robert Helpmann) como Sebastian, Gillian Webb, John Sterland, Joyce Carey y David Horne entre otros.
En noviembre de 1957 se estrenó en Broadway, contando en el elenco con el propio autor, en el personaje principal, Morris Carnovsky, Joyce Carey y Luba Malina. Se mantuvo en cartel durante 86 representaciones.  El montaje obtuvo el Premio Tony al Mejor Diseño Escénico. 
En España la obra no se ha estrenado en escena, pero se emitió una versión en el espacio de TVE Estudio 1 el 30 de marzo de 1980; fue dirigida por Alfredo Castellón e interpretada por Manuel Tejada, Amparo Pamplona, Fernando Cebrián, Alicia Altabella, Gerardo Malla, Nuria Carresi, Enrique San Francisco, Claudia Gravy, Francisco Melgares y Conchita Leza.